# 鐵旗門
《鐵旗門》，為1980年香港邵氏公司出品，張徹執導的武打電影。

## 劇情簡介
鐵旗門在門主鐵麟（梁耀文飾）帶領下以行俠仗義、維護鄉里為己任，與仗人多勢眾而包賭包娼、橫行不法的神鷹堂素來不合。鐵麟門下二弟子羅信（郭追飾）與三弟子袁朗（江生飾）對神鷹堂行事不滿已久，一日藉機大鬧神鷹堂開設之妓院賭坊，隨後卻接到堂主米酒高（詹森飾）差人送來請帖。帖中表示其管教弟子不嚴，願向鐵旗門陪罪，邀門主鐵麟偕弟子至神鷹堂赴宴，鐵麟認為其來者不善，當中必有詐，但大弟子曹風（鹿峰飾）主張不如將計就計，並請來江湖十大殺手之一，有白衣銀梭之稱的浪子燕秀（龍天翔飾）助拳，意圖一舉殲滅神鷹堂。
當晚鐵麟攜眾弟子前往赴宴，神鷹堂果然佈下十面埋伏，幸眾人已有準備，將敵逐一打倒，堂主米酒高當場身亡，惟門主鐵麟亦於混亂中遇害，且未知死於何人之手。眾弟子推舉曹風繼任門主，正著手處理鐵麟後事並追查兇手之際，衙門捕快卻尋上門來，告知神鷹堂已將鐵旗門告下，為維護鐵旗門大計，在雙方商議下由羅信頂罪潛逃。
羅信離去後於小客店權任跑堂，一日卻遇為曹風逐門而出的袁朗，原來曹風出任掌門後便與神鷹堂弟子高登（王力飾）、陳翔（余太平飾）勾結，其魚肉鄉里之舉更甚於前，袁朗因出言勸誡而遭逐出，而殺手燕秀也親自拜訪，並直言不諱的說他聽從曹風的讒言，誤以為鐵麟是惡徒於是為民除害，燕秀察覺被騙後亦打算協助來負荊請罪，起初羅信相信曹風的為人不大相信兩人說辭，但客店週遭陸續出現殺手欲刺殺羅信，在師兄弟二人聯手及燕秀相助擊退諸殺手後，羅信決意返回鐵旗門查明真相。
曹風知道他聘請的殺手全部失敗且羅信回來調查後，於是派遣高登與陳翔設局捕獲羅信，但事後卻將高登滅口。陳翔知道自己難逃一劫假意配合曹風，隨後釋放身受重傷的羅信並把真相全部告知羅信。但曹風早覺得陳翔舉止詭異，派手下觀察陳翔然後讓他們殺害陳翔和羅信，陳翔為掩護羅信而被殺，燕秀與袁朗即時趕到現場救下羅信。
羅信傷癒後與燕秀前往鐵旗門找曹風算帳，並讓袁朗見機行事再出手，但曹風早已綁架燕秀的紅顏知己迫使兩人決鬥，等曹風放走人質後兩人開始對決。途中曹風突然偷襲且殺害了燕秀再與羅信決鬥，燕秀死前也殺了不少曹風的部下。此時袁朗跳出來支援羅信，兩人聯手殺死曹風，為師復仇。

## 人物角色
| 角色名稱 | 演員   | 備註                               |
| -------- | ------ | ---------------------------------- |
| 羅信     | 郭追   | 鐵旗門弟子，鐵麟徒                 |
| 袁朗     | 江生   | 鐵旗門弟子，鐵麟徒                 |
| 曹風     | 鹿峰   | 鐵旗門弟子，鐵麟徒                 |
| 燕秀     | 龍天翔 | 江湖十大殺手之一，称号为“白衣浪子” |
| 高登     | 王力   | 神鷹堂弟子，米酒高徒               |
| 陳翔     | 余太平 | 神鷹堂弟子，米酒高徒               |
| 蘭心     | 林秀君 |                                    |
| 劉恆     | 蕭玉   | 鐵旗門四鐵衛                       |
| 戴聰     | 林志泰 | 鐵旗門四鐵衛                       |
| 呂標     | 譚鎮渡 | 鐵旗門四鐵衛                       |
| 段辛     | 黎友興 | 鐵旗門四鐵衛                       |
| 鐵嘴胡   | 關鋒   | 江湖十大殺手之一                   |
| 楊一飄   | 劉晃世 | 江湖十大殺手之一                   |
| 小胖     | 蔣金   | 江湖十大殺手之一                   |
| 金不換   | 尹相林 | 江湖十大殺手之一                   |
| 鐵斧     | 王華   | 江湖十大殺手之一                   |
|          | 周麥利 | 客店掌櫃，江湖十大殺手之一         |
|          | 梁焯坤 | 客店夥計，江湖十大殺手之一         |
|          | 陳漢光 | 客店夥計，江湖十大殺手之一         |
|          | 陳樹基 | 客店夥計，江湖十大殺手之一         |
| 米酒高   | 詹森   | 神鷹堂主                           |
| 鐵麟     | 梁耀文 | 鐵旗門主                           |
| 胡師爺   | 王清河 | 鐵旗門師爺                         |
| 梁總管   | 林輝煌 | 翠紅院總管                         |
| 曾總管   | 王憾塵 | 賭坊總管                           |
| 老胡     | 馮敬文 | 賭坊夥計                           |
|          | 洪玲玲 | 翠紅院老鴇                         |
|          | 丁東   | 妓院夥計                           |
|          | 譚偉民 | 妓院夥計                           |
|          | 林威   | 神鷹堂打手                         |
|          | 魏添財 | 神鷹堂打手                         |
|          | 陳鴻   | 神鷹堂打手                         |
|          | 夏國榮 |                                    |
|          | 洪新南 |                                    |
| 王八     | 閔敏   | 嫖客(其名字為袁朗所改)             |
|          | 張作舟 | 嫖客                               |
|          | 劉準   | 嫖客                               |
|          | 杜永亮 |                                    |
|          | 李允武 |                                    |
|          | 張石庵 |                                    |

## 其他製作人員
- 執行製片：陳列
- 助導：江生
- 武術指導：郭追、鹿峰、江生
- 劇務：劉清鵬
- 場記：盧遠鳴
- 場務：閔文宏
- 燈光：陳芬、關英全
- 道具：黎沃、陳清鏡
- 化妝：吳緒清
- 梳妝：彭雁聯
- 服裝：劉季友
- 錄音：徐炳光
- 佈景：曹莊生

## 外部連結
- 香港影庫上《鐵旗門》的資料（繁體中文）
- 豆瓣电影上《鐵旗門》的資料 （简体中文）
- 时光网上《鐵旗門》的資料（简体中文）
- AllMovie上《鐵旗門》的资料（英文）
- 爛番茄上《鐵旗門》的資料（英文）
- 互联网电影数据库（IMDb）上《鐵旗門》的资料（英文）